# Mark Pilkington
Mark Pilkington (Bangor, 17 maart 1978) is een golfprofessional uit Wales. 

## Amateur
Mark speelde van 1996-1998 in het nationale team en won als 20-jarige het Welsh Amateur. Hij ging daarna als amateur naar de Tourschool en haalde zijn spelerskaart.
Mark is de zoon van John Pilkington, die teachingpro was van de Nefyn Golf Club en later overstapte naar de Pwllheli Golf Club. 

### Gewonnen
- 1996: Peter McEvoy Trophy
- 1998: Welsh Amateur Championship

## Professional
Mark Pilkington werd eind 1998 professional. Zijn vader reisde met hem mee en voelde zich zo thuis op de Tour dat Marks jongere broer Stuart in 2003 de baan van zijn vader overnam zodat John ook coach kon worden van andere Tour-spelers, w.o. Phillip Price, Lee James en Simon Wakefield.
Mark verloor eind 1998 hij zijn spelerskaart waarna hij in 1999 op de Europese Challenge Tour speelde. In 2001 kwam hij via de Tourschool terug op de Europese Tour. In 2001 en 2002 bleef hij in de top-100, maar nadat dit in 2003 niet meer lukte, moest hij terug naar de Challenge Tour. Zijn enige overwinning als professional was het Kazakhstan Open op de Nurtau Golf Club in Almaty. Mede hierdoor promoveerde hij eind 2006 naar de Europese Tour. Eind 2007 eindigde hij nummer 136 van de Volvo Order of Merit en moest hij weer naar de Challenge Tour.

### Gewonnen
Challenge Tour
- 2006: Kazakhstan Open (-16)